# (18495) 1996 HH24
(18495) 1996 HH24 est un astéroïde de la ceinture principale d'astéroïdes découvert en 1996.

## Description
(18495) 1996 HH24 a été découvert le 20 avril 1996 à l'observatoire de La Silla, au Chili, par Eric Walter Elst.

### Caractéristiques orbitales
L'orbite de cet astéroïde est caractérisée par un demi-grand axe de 2,18 UA, un périhélie de 1,72 UA, une excentricité de 0,21 et une inclinaison de 4,28° par rapport à l'écliptique. Du fait de ces caractéristiques, à savoir un demi-grand axe compris entre 2 et 3,2 UA et un périhélie supérieur à 1,666 UA, il est classé, selon la JPL Small-Body Database, comme objet de la ceinture principale d'astéroïdes.

### Caractéristiques physiques
(18495) 1996 HH24 a une magnitude absolue (H) de 14,8 et un albédo estimé à 0,458.